# لشکر بیست و یکم کوهستان (لهستان)
لشکر بیست و یکم کوهستان لهستان (به لهستانی: 21 Dywizja Piechoty Górskiej) یکی از دو واحد پیاده‌نظام کوهستانی بود که پیش از جنگ جهانی دوم در نیروی زمینی لهستان ایجاد گشت و در هنگام تهاجم آلمان به لهستان وارد نبرد شد. فرماندهی این یگان را در آن زمان ژنرال یوزف کوستران به عهده داشت و نیروهای لشکر بیست و یکم کوهستان در اطراف نووی سونتس، بیلسکو بیاوا، چیشن، بهومین و کراکوف مستقر بودند.
لشکر بیست و یکم کوهستان در کنار لشکر ۲۲ کوهستانی لهستان و لشکر ۱۱ پیاده‌نظام لهستان سه یگانی بودند که یونیفورم‌هایی متفاوت از دیگر یگان‌های ارتش لهستان را می‌پوشیدند که متأثر از لباس محلی گورال‌ها (مردمان کوهستان‌نشین لهستان) بود.

## تهاجم آلمان به لهستان
با آغاز جنگ لشکر بیست و یکم کوهستان به عنوان جزئی از گروه عملیاتی بیلسکو به سپاه کراکوف ملحق شد. این یگان در ابتدا مسئول دفاع از نواحی اطراف زائولزی بود و به آرامی به سوی شرق عقب‌نشینی می‌نمود. در روز ۶ سپتامبر لشکر دوم و چهارم زرهی آلمان که توان بسیاری بالاتری را داشتند حملات خود را علیه نیروهای لشکر ۲۱ کوهستانی آغاز نمودند. قسمتی از نیروها موفق شدند تا از رود دونایک بگذرند و پل‌ها در ناحیه بوبروونگکی را منفجر کنند اما بخش بزرگی که مورد حمله نیروهای آلمانی بودند نتوانستند از رود عبور کنند و به سمت شمال عقب نشستند تا به نیروهای لشکر ۶ پیاده رسیدند. در نهایت این نیروها موفق شدند در شب ۱۲ سپتامبر در نزدیکی یاروسواو از رود سن بگذرند.
بین روزهای ۱۳ تا ۱۶ سپتامبر نیروهای لشکر ۲۱ کوهستانی در برابر حملات پرتعداد و سنگین نیروهای آلمانی مقاومت نمودند تا آنکه در روز ۱۶ سپتامبر و هنگامی که تنها ۴۰۰۰ نفر از نیروهای این لشکر باقی مانده بودند توسط نیروهای آلمانی به صورت کامل محاصره گشتند. در این موقعیت و با توجه به اینکه فرمانده این لشکر، ژنرال یوزف کوستران در میدان نبرد کشته شده بود، باقی نیروها خود را تسلیم ارتش آلمان نمودند.